# Золькадр, Мохаммад Бакер
Мохаммад Бакер Золькадр (перс. محمدباقر ذوالقدر‎; род. 1954, Феса) — иранский военачальник, бригадный генерал.
Окончил экономический факультет Тегеранского университета. На протяжении многих лет служил в Корпусе страже Исламской революции. Принимал участие в Ирано-иракской войне. В послевоенные годы продолжил образование в Национальном университете обороны. На протяжении восьми лет был заместителем командующего Корпусом стражей Исламской революции. В период «эпохи реформ» принадлежал к радикальным противникам президента Мохаммада Хатами, участвовал в подавлении студенческих выступлений 1999 года. В 2005 г. занимал пост заместителя секретаря Высшего совета национальной безопасности Ирана Али Лариджани. В 2006—2007 гг. заместитель Министра внутренних дел Ирана, назначение утверждено новым президентом Махмудом Ахмадинежадом.
Приходится родственником генералу Мохаммаду-Али Джаафари.

## Визит в Россию
В апреле 2007 г., несмотря на введённые против него санкции, запрещающие ему выезжать за пределы страны, генерал Золькадр посетил с рабочим визитом Москву. При этом он отметил, что не столкнулся ни с какими ограничениями в своей поездке и «был тепло принят российскими властями».
Сам Золькдар такое открытое пренебрежение принятой Совбезом ООН резолюцией объяснил неэффективностью этого документа:
«Несмотря на то, что резолюция № 1747 налагает запрет на передвижение для некоторых членов Корпуса стражей исламской революции, включая меня, я посетил Россию без всяких проблем», — сообщил он, умолчав о том, что все формальности по отношению к СБ ООН, связанные с его визитом, Москва выполнила. Из-за этого российскому МИДу пришлось делать официальное заявление с разъяснением ситуации. В частности, официальный представитель министерства Михаил Камынин заявил, что Россия заблаговременно проинформировала ООН о визите генерала Золькадра.
Как сообщали государственные СМИ Ирана, генерал Корпуса стражей исламской революции находился в России в течение 6 дней, обсуждая с представителями российского правительства вопросы сотрудничества в области пограничного контроля и ликвидации последствий стихийных бедствий.